# Lelekovice
Lelekovice é uma comuna checa localizada na região de Morávia do Sul, distrito de Brno-Venkov. Tem cerca de 2000 habitantes.